# Luca Mazzitelli
Luca Mazzitelli (Roma, 15 novembre 1995) è un calciatore italiano, centrocampista del Cagliari, in prestito dal Como.

## Caratteristiche tecniche
È un mediano dotato di buona fisicità e discreta capacità balistica.

## Carriera

### Club

#### Roma e prestiti in Alto Adige e a Brescia
Cresce nelle giovanili della Roma con la quale esordisce tra i professionisti e in Serie A il 18 maggio 2014, a 18 anni, nella partita Genoa-Roma (1-0) allo stadio Ferraris, ultima giornata del campionato 2013-2014.
Trascorre la stagione successiva in prestito al Südtirol in Lega Pro, collezionando 24 presenze e un gol.
Nell'estate del 2015 viene ceduto in prestito al Brescia in Serie B, dove viene schierato come titolare dall'allenatore Roberto Boscaglia.  Il 1º febbraio 2016 viene acquistato dal Sassuolo, rimanendo però alle Rondinelle in prestito fino al termine della stagione. L'8 dicembre 2015 trova il suo primo gol nella serie cadetta, nella vittoria per 2-0 contro il Pescara. Finirà la stagione con 5 reti complessive in 38 presenze tra campionato e Coppa Italia.

#### Sassuolo e vari prestiti
Il suo esordio ufficiale con il Sassuolo avviene il 28 luglio 2016, entrando nel secondo tempo della partita di andata del terzo turno preliminare di Europa League contro il Luzern (1-1), nella quale ottiene la sua prima presenza nelle coppe europee. Il 23 aprile 2017 realizza il suo primo gol in Serie A, nel pareggio interno per 2-2 contro il Napoli.
Il 6 luglio 2018 viene ufficializzato il suo passaggio al Genoa in prestito con obbligo di riscatto.  L'11 agosto successivo fa il suo esordio con la maglia dei grifoni subentrando nel secondo tempo al posto di Krzysztof Piątek, in occasione della vittoria casalinga (4-0) contro il Lecce valida per il terzo turno di Coppa Italia.
Terminato il prestito, fa ritorno al Sassuolo, dove gioca solo una partita prima di venire ceduto nuovamente prestito, questa volta all'Entella in B, il 15 gennaio 2020; qui ritrova Roberto Boscaglia che lo aveva allenato a Brescia nella sua migliore stagione (5 reti e 6 assist in 38 partite nel 2015/2016). Tre giorni dopo fa il suo debutto con un assist nella ripresa di Livorno-Entella 4-4. Segna poi la sua prima rete con i liguri nella partita vinta per 1-0 contro la Salernitana il 26 giugno; si ripete nelle settimane seguenti contro Chievo (1-1) e Juve Stabia (1-1). Dopo 18 presenze e 3 gol torna al Sassuolo che il 25 settembre dello stesso anno lo cede al Pisa con la formula del prestito con obbligo di riscatto. Il 22 dicembre segna il primo gol con i toscani nella partita interna col Chievo, finita in parità (2-2). In tutto mette insieme 36 presenze e 5 gol.

#### La cessione al Monza e il prestito al Frosinone
Il 9 luglio 2021 viene ceduto al Monza con cui firma un contratto fino al 2025. Il 27 ottobre 2021 segna la prima rete con i brianzoli, firmando il momentaneo vantaggio in casa del L.R.Vicenza, partita poi conclusasi sull'1-1. È autore di due gol e ben sei assist e disputa anche tre partite dei playoff, nei quali il Monza conquista la prima storica promozione in serie A battendo in finale il Pisa.
Il 23 agosto 2022 si trasferisce al Frosinone in prestito annuale con obbligo di riscatto al verificarsi di determinate condizioni. Segna il suo primo gol l'8 ottobre, nel successo per 2-0 contro la SPAL. Con la promozione in Serie A del Frosinone, viene riscattato dai gialloblu e nominato capitano della squadra. Il 17 settembre segna la sua prima doppietta in serie A nel successo per 4-2 contro il Sassuolo.

#### Como, ritorno al Sassuolo e Cagliari
Il 26 luglio 2024 viene ceduto in prestito con obbligo di riscatto al Como. Segna la sua prima rete il 31 ottobre successivo, l'unica della sconfitta interna contro la Lazio (1-5).
Il 3 febbraio 2025 torna al Sassuolo, con la formula del prestito.
Il 30 luglio 2025 passa in prestito con diritto di riscatto al Cagliari.

### Nazionale
Ha giocato con le nazionali giovanili Under-17 e Under-20.
Il 24 marzo 2016, fa il suo esordio con la Nazionale Under-21 nella vittoriosa trasferta contro l'Irlanda (1-4) disputata a Waterford e valevole per le qualificazioni all'Europeo 2017, subentrando nel secondo tempo al posto di Danilo Cataldi.

## Statistiche

### Presenze e reti nei club
Statistiche aggiornate al 30 luglio 2025.
| Stagione         | Squadra          | Campionato       | Campionato | Campionato | Coppe nazionali | Coppe nazionali | Coppe nazionali | Coppe continentali | Coppe continentali | Coppe continentali | Altre coppe | Altre coppe | Altre coppe | Totale | Totale |
| Stagione         | Squadra          | Comp             | Pres       | Reti       | Comp            | Pres            | Reti            | Comp               | Pres               | Reti               | Comp        | Pres        | Reti        | Pres   | Reti   |
| ---------------- | ---------------- | ---------------- | ---------- | ---------- | --------------- | --------------- | --------------- | ------------------ | ------------------ | ------------------ | ----------- | ----------- | ----------- | ------ | ------ |
| 2013-2014        | Roma             | A                | 1          | 0          | CI              | 0               | 0               | -                  | -                  | -                  | -           | -           | -           | 1      | 0      |
| 2014-2015        | Südtirol         | LP               | 24         | 1          | CI+CI-LP        | 2+1             | 0               | -                  | -                  | -                  | -           | -           | -           | 27     | 1      |
| 2015-2016        | Brescia          | B                | 36         | 5          | CI              | 2               | 0               | -                  | -                  | -                  | -           | -           | -           | 38     | 5      |
| 2016-2017        | Sassuolo         | A                | 17         | 1          | CI              | 1               | 0               | UEL                | 5                  | 0                  | -           | -           | -           | 23     | 1      |
| 2017-2018        | Sassuolo         | A                | 20         | 0          | CI              | 3               | 0               | -                  | -                  | -                  | -           | -           | -           | 23     | 0      |
| 2018-2019        | Genoa            | A                | 10         | 0          | CI              | 1               | 0               | -                  | -                  | -                  | -           | -           | -           | 11     | 0      |
| 2019-gen. 2020   | Sassuolo         | A                | 1          | 0          | CI              | 1               | 0               | -                  | -                  | -                  | -           | -           | -           | 2      | 0      |
| gen.-giu. 2020   | Entella          | B                | 18         | 3          | CI              | 0               | 0               | -                  | -                  | -                  | -           | -           | -           | 18     | 3      |
| 2020-2021        | Pisa             | B                | 34         | 5          | CI              | 2               | 0               | -                  | -                  | -                  | -           | -           | -           | 36     | 5      |
| 2021-2022        | Monza            | B                | 28+3       | 2          | CI              | 0               | 0               | -                  | -                  | -                  | -           | -           | -           | 31     | 2      |
| 2022-2023        | Frosinone        | B                | 25         | 3          | CI              | -               | -               |                    | -                  | -                  |             | -           | -           | 25     | 3      |
| 2023-2024        | Frosinone        | A                | 29         | 5          | CI              | 3               | 0               | -                  | -                  | -                  | -           | -           | -           | 32     | 5      |
| Totale Frosinone | Totale Frosinone | Totale Frosinone | 54         | 8          |                 | 3               | 0               |                    | -                  | -                  |             | -           | -           | 57     | 8      |
| 2024-feb. 2025   | Como             | A                | 11         | 1          | CI              | 1               | 0               | -                  | -                  | -                  | -           | -           | -           | 12     | 1      |
| feb.-giu. 2025   | Sassuolo         | B                | 7          | 0          | CI              | 0               | 0               | -                  | -                  | -                  | -           | -           | -           | 7      | 0      |
| Totale Sassuolo  | Totale Sassuolo  | Totale Sassuolo  | 45         | 1          |                 | 5               | 0               |                    | 5                  | 0                  |             | -           | -           | 55     | 1      |
| 2025-2026        | Cagliari         | A                | -          | -          | CI              | 1               | -               | -                  | -                  | -                  | -           | -           | -           | -      | -      |
| Totale carriera  | Totale carriera  | Totale carriera  | 261+3      | 26         |                 | 18              | 0               |                    | 5                  | 0                  |             | -           | -           | 286    | 26     |

### Cronologia presenze e reti in nazionale
| Cronologia completa delle presenze e delle reti in nazionale ― Italia under 21 | Cronologia completa delle presenze e delle reti in nazionale ― Italia under 21 | Cronologia completa delle presenze e delle reti in nazionale ― Italia under 21 | Cronologia completa delle presenze e delle reti in nazionale ― Italia under 21 | Cronologia completa delle presenze e delle reti in nazionale ― Italia under 21 | Cronologia completa delle presenze e delle reti in nazionale ― Italia under 21 | Cronologia completa delle presenze e delle reti in nazionale ― Italia under 21 | Cronologia completa delle presenze e delle reti in nazionale ― Italia under 21 |
| Data                                                                           | Città                                                                          | In casa                                                                        | Risultato                                                                      | Ospiti                                                                         | Competizione                                                                   | Reti                                                                           | Note                                                                           |
| ------------------------------------------------------------------------------ | ------------------------------------------------------------------------------ | ------------------------------------------------------------------------------ | ------------------------------------------------------------------------------ | ------------------------------------------------------------------------------ | ------------------------------------------------------------------------------ | ------------------------------------------------------------------------------ | ------------------------------------------------------------------------------ |
| 24-3-2016                                                                      | Waterford                                                                      | Irlanda under 21                                                               | 1 – 4                                                                          | Italia under 21                                                                | Qual. Europeo Under-21 2017                                                    | -                                                                              | 77’                                                                            |
| 29-3-2016                                                                      | Andorra la Vella                                                               | Andorra under 21                                                               | 0 – 1                                                                          | Italia under 21                                                                | Qual. Europeo Under-21 2017                                                    | -                                                                              | 89’                                                                            |
| 2-6-2016                                                                       | Venezia                                                                        | Italia under 21                                                                | 0 – 1                                                                          | Francia under 21                                                               | Amichevole                                                                     | -                                                                              | 54’                                                                            |
| 2-9-2016                                                                       | Vicenza                                                                        | Italia under 21                                                                | 1 – 1                                                                          | Serbia under 21                                                                | Qual. Europeo Under-21 2017                                                    | -                                                                              |                                                                                |
| 11-10-2016                                                                     | Kaunas                                                                         | Lituania under 21                                                              | 0 – 0                                                                          | Italia under 21                                                                | Qual. Europeo Under-21 2017                                                    | -                                                                              | 90’                                                                            |
| 10-11-2016                                                                     | Southampton                                                                    | Inghilterra under 21                                                           | 3 – 2                                                                          | Italia under 21                                                                | Amichevole                                                                     | -                                                                              | 61’                                                                            |
| 14-11-2016                                                                     | Bergamo                                                                        | Italia under 21                                                                | 0 – 0                                                                          | Danimarca under 21                                                             | Amichevole                                                                     | -                                                                              | 61’                                                                            |
| Totale                                                                         |                                                                                | Presenze                                                                       | 7                                                                              |                                                                                | Reti                                                                           | 0                                                                              |                                                                                |

## Palmarès

### Club

#### Competizioni nazionali
- Campionato italiano di Serie B: 2

Frosinone: 2022-2023
Sassuolo: 2024-2025